# Partido di Lobos
Il partido di Lobos è un dipartimento (partido) dell'Argentina facente parte della provincia di Buenos Aires. Il capoluogo è Lobos.